# Alacran triquimera
El escorpión triquimera (Alacran triquimera) es un escorpión troglobio de la familia Typhlochactidae, del orden Scorpiones. Fue descrito por Santibáñez-López y colaboradores en 2014. El nombre “Alacran” se le otorgó debido a que en muchas localidades de México es sinónimo de escorpión y “triquimera” deriva del lugar donde fue hallada la especie.

## Nombre común
- Español: escorpión.

## Clasificación y descripción de la especie
Es un escorpión de la familia Typhlochactidae, miembro del orden Scorpiones, de la clase Arachnida. Esta especie es de hábitos troglobios estrictos, es decir, se desarrolla en cuevas únicamente. El carapacho es de color café; el fémur de los  palpos, terguitos y segmentos metasomales va de ámbar a un pálido amarillo-café; los quelíceros son de color amarillo pálido; el palpo es naranja-café; las patas son amarillo claro. El margen anterior del carapacho es recto, sin surcos o crestas distintas; carece de ocelos; con granulación dispersa y pequeña, moderadamente densa. El esternón es un más ancho que largo. El tamaño total va de los 4 a los 7 cm.

## Distribución de la especie
Es endémico de México y se ubica en el estado de Puebla, dentro de la cueva de Las Tres Quimeras, enclavada en la Sierra Negra, cercana al municipio de  Tlacotepec de Díaz.

## Hábitat
Se encuentra únicamente dentro de cuevas, a una profundidad que va de los 400 a los 600 metros, en un ambiente húmedo, cálido y oscuro. Se les ha visto cerca del agua y en algunas ocasiones, dentro de la misma.

## Estado de conservación
Falta mucho por conocer respecto a las poblaciones de esta especie. Al ser organismos troglobios, los cuales sólo pueden desarrollarse dentro de las cuevas, cualquier tipo de alteración del medio podría dar como resultado una afectación directa de la especie.